# Notiphila setosa
Notiphila setosa är en tvåvingeart som beskrevs av Nina Krivosheina 2001. Notiphila setosa ingår i släktet Notiphila och familjen vattenflugor. Inga underarter finns listade i Catalogue of Life.